# قضاعة العالم الجديد
قضاعة العالم الجديد (الاسم العلمي: Lontra)، جنس ثدييات من القضاعة وتنتمي إلى فصيلة ابن عرس. أنواعه أربعة مواطنها الأمريكتين.